# 후지타 겐
후지타 겐(일본어: 藤田 健 1979년 8월 27일 ~ )는 일본의 전 축구 선수이다.

## 구단 경력
과거 주빌로 이와타, 방포레 고후에서 활동하였다.